# David McIntosh
David Andrew McIntosh Parra (Ciudad Bolívar, 17 febbraio 1973) è un ex calciatore venezuelano, di ruolo difensore.

## Carriera

### Club
Di origini britanniche, debutta nel Minervén, dove gioca la sua prima stagione, trasferendosi poi allo Zulia; approdato al Caracas, vi rimane per alcuni anni. Nel 2008 gioca con la sua prima società, il Minervén e nel 2009 diventa difensore del Deportivo Italia.
Nell'ottobre del 2019 ha annunciato il suo ritiro dal calcio giocato.

### Nazionale
Con la nazionale di calcio venezuelana ha giocato 26 partite tra il 1996 ed il 1999.

## Palmarès

### Club

#### Competizioni nazionali
- Campionato venezuelano: 1

Minervén: 1995-1996